# Jbel Orbata
El jbel Orbata (en árabe :جبل عرباطة) es una montaña situada al este de la ciudad de Gafsa entre las ciudades de El Ksar y de Sened.
Se extiende  unos 60  kilómetros según una disposición latitudinal suroeste/noreste y culmina a 1 165 metros de altitud. Se prologa al oeste por el Jbel Bou Ramli y al este por el Jbel Bou Hedma.
El  Parque nacional de Jebel Orbata con  una superficie de 5 746 hectáreas se creó en 2010.